# Арлон (округ)
Административный округ Арлон — один из пяти округов провинции Бельгии Люксембург, регион Валлония. Площадь округа — 317,28 км², население — 59 821 человек.

## География
Округ соответствует большей части Земель Арлона — подрегиона Бельгийской Лотарингии, в котором традиционно говорят на люксембургском языке. Он расположен на юго-востоке провинции Люксембург Бельгии и граничит с Люксембургом и Францией.

## Коммуны округа
| Коммуна   | Французское название | Население, чел. (2015) | Площадь, км² |
| --------- | -------------------- | ---------------------- | ------------ |
| Арлон     | Arlon                | 28 339                 | 118,64       |
| Атер      | Attert               | 5167                   | 70,94        |
| Обанж     | Aubange              | 16 042                 | 45,60        |
| Мартеланж | Martelange           | 1767                   | 29,67        |
| Месанси   | Messancy             | 8018                   | 52,43        |

## Население
На 2011 году в округе проживало 58 463 человек, из них 11,00 % младше 14 лет, 11,42 % — от 15 до 29 лет, 12,93 % — от 30 до 44, 11,54 % — от 45 до 59 лет, 7,11 % старше 60. Домашних хозяйств — 24 266.
| Население округа в XIX—XXI веках |
| -------------------------------- |
|                                  |